# Rudolf Urc
Rudolf Urc (* 12. června 1937, Zvolen) je slovenský režisér, dramaturg, filmový publicista, externí pedagog, zakladatelská osobnost slovenského animovaného filmu.

## Dětství a studentská léta
V mládí během školních let jej okouzlilo kino, které často navštěvoval. Jeho spolužák Jenda Růžička vlastnil 35mm promítačku a společně s ním vytvořil filmový tvůrčí tandem. Pomocí promítačky a filmového pásu začali tvořit animované filmy, jako například Konzerva.
Na pražské FAMU začal Rudolf Urc studovat obor dramaturgie. V té době se na škole pod vedením profesorů jako Milan Kundera, A. F. Šulc, A. M. Brousil, nebo Miki Kučera, začala formovat česká nová vlna. Urc se zde setkal také s Jiřím Menzelem, Ivanem Passerem, Hynkem Bočanem nebo Věrou Chytilovou. Rudolf Urc patří do první generace absolventů pražské FAMU na katedře dokumentární tvorby, kterou ukončil v roce 1960.

## Dramaturg a režisér dokumentárních filmů
Po návratu do Bratislavy se v 60. letech 20. století jako vedoucí dramaturg zpravodajského filmu a Studia krátkých filmů (Štúdio krátkych filmov) zásadně podílel na formování slovenského dokumentárního filmu. V roce 1963 se stal dramaturgem ve Studiu dokumentárních filmů (Štúdio dokumentárnych filmov). Spolupracoval zde s Pavlem Sýkorou. Jejich koncepce dokumentárního filmu zavrhovala propagandu a agitaci, upřednostňovali autentičnost a odhalování pravdy. Do dokumentárního filmu díky nim vstoupila reportáž, kde komentář nahrazuje režisér svým vstupem do děje jako aktivní pozorovatel.
Urcovým debutem ještě ze studentských dob byl dokumentární portrét Človek z Málinca (1959), příběh válečného veterána bez nohou. Tento film byl zařazen mezi reprezentativní díla UNESCO. V roce 1967 se stal Urc hlavním dramaturgem Studia krátkých filmů. Zde se věnoval Slovenskému národnímu povstání. Ve filmu Slovenský slobodný vysielač (Slovenský svobodný vysílač, 1964) se s Pavelm Sýkorou pokusili podat objektivizující obraz jeho účastníků. Film Generáli (Generálové, 1969) se zabývali osobnostmi velitelů povstalecké armády Goliana a Viesta. Film Príbeh jednej misie (Příběh jedné mise, 1967, spoluautor Dušan Kulíšek) vypráví o zákulisí vyhlášení SNP. Jako dramaturg a spoluautor je Urc podepsán pod díly Čas, ktorý žijeme (1968), Leopoldovská pevnosť (1968), Obec plná vzdoru (1969). Mezi jeho ztracené filmy patří Čas, ktorý sme žili (1969) a Osudné dni (1969). Jeho filmy získaly ocenění na festivalech v Lipsku, Oberhausenu a Karlových Varech.
Hlavní proud jeho tvorby zobrazuje zlomové dějinné události a zachycuje významné osobnosti slovenské historie. Pro svůj nekompromisní občanský postoj a podíl na 16 filmech souvisejících se sovětskou okupací byl v roce 1971 přesunut do animovaného filmu a série jeho dokumentů putovala do trezoru.

## Animovaná tvorba
Slovenský animovaný film tím získal dramaturga a tvůrčí osobnost, která jej koncepčně vedla, inspirovala a klestila mu cestu. Byl to právě Urc, kdo spoluvytvářel tvůrčí základnu pro přicházející generaci animátorů. Dokázal koncepčně předvídat, analyzovat, hledat nová témata a autory, výtvarníky a podpořit nástup debutujících tvůrců. Z tohoto období se tak stala zlatá éra slovenského animovaného filmu.
Jméno Rudolfa Urce je spojeno se všemi klíčovými osobnostmi slovenské animované tvorby, on sám byl však režisérem mnoha úspěšných animovaných filmů, například Oráč a Obri (1975), Minútky na vrátnici (1978), Prvá trieda (1984), animovaných seriálů Dada a Dodo (1988), Rozprávky z nočnej košieľky (1990), i spolurežisérom seriálu Bratislavské rozprávky (1995). Je spojen s celým vývojem animované tvorby večerníčků.

## Spisovatel a pedagog
Rudolf Urc je i neúnavný publicista, autor monografií, portrétů osobností, kritických analýz, článků, učebních textů Kapitoly z dejín svetového animovaného filmu a autorom prvej knižky svého druhu na Slovensku Animovaný film (1980). Dále napsal knihu Traja veteráni za kamerou (1988), věnovanou V. Kubalovi, Kubenkovi a L. Kudelkovi. Pro VŠMU Urc napsal skripta Dejiny animovaného filmu I (1995, spoluautor Marie Benešová) a Dejiny animovaného filmu II (1999).
Založil tradici festivalu Bienále animácie Bratislava. Stál u zrodu Filmové a televizní fakulty Vysoké školy múzických umění v Bratislavě v roce 1993 a stal se prvním vedoucím katedry animované tvorby, byl jím do roku 2005. Byl členem organizačního štábu 1. ročníku festivalu Art Film Fest v Trenčianských Teplicích. Od roku 2000 působil jako pedagog na Univerzitě Tomáše Bati ve Zlíně.
Publikuje o tvorbě kolegů Františka Jurišiče a Jaroslavy Havettové. Pro Slovenský filmový ústav rešeršuje Týždeň vo filme. Mezi jeho ocenění patří: Cena rektora VŠMU, Cena předsedy NR SR, Zlatá kamera za neuzavřené životní dílo na Art Film Festu v Trenčianských Teplicích.
Je členem Slovenské historické společnosti při Slovenské akademii věd, členem Slovenské filmové a televizní akademie a Slovenského filmového svazu.

## Filmografie

### Dokumentární filmy
výběr
- Človek z Málinca (1959, režie)
- Hlási sa slovenský slobodný vysielač (1964, spolurežie)
- Nedokončená kronika (1967, režie)
- Čas, ktorý žijeme (1968, námět, dramaturgie)
- Leopoldská pevnosť (1968, dramaturgie)
- Čas, ktorý sme žili (1969, dramaturgie)
- Osudné dni (1969, dramaturgie)
- Obec plná vzdoru (1969, dramaturgie)
- Husiti na Slovensku (1982, spolurežie)
- Žalm o spravodlivých (1994, režie)
- Historická panoráma: generáli Čatloš a Malár, Rok 1944 (1997, režie)
- Fragmenty zo Slovenského štátu 1939-1945 (1999, spolurežie se Š. Kamenickým)
- Historická panoráma: Povstaleckí generáli Viest a Golian (1999, režie)
- Osobnosti duchovného života: Senior Ľudovít Šenšel (2001, režie)
- Historická panoráma: V osídliach moci (2002, režie)
- Martin Slivka - Muž, ktorý sadil stromy (2007, námět, scénář)
- Čarovný svet animovaného filmu (13 dielov cyklu) (2001-2012, spolurežie)

### Animované filmy
- Oráč a obri (1975)
- Minútky na vrátnici (1978)
- Prvá trieda (1984)
- Príbehy z belasej maringotky (cyklus) (1985)
- Dada a Dodo (cyklus) (1987-1988)
- Rozprávky z nočnej košieľky (cyklus) (1990)
- Bratislavské rozprávky (cyklus) (1995)

## Přehled tvůrčí, pedagogické a publicistické činnosti
- 1960 – absolvent FAMU Praha
- 1963 – vedoucí dramaturg Dokumentárního filmu, návrh nové koncepce slovenského dokumentárního filmu, společně s P. Sýkorou
- 1967-70 – hlavní dramaturg Studia krátkých filmů Bratislava, dramaturg většiny dokumentárních filmů z tohoto období, spoluautor filmů Čas, ktorý žijeme, Leopoldovská pevnosť, Obec plná vzdoru, režisér filmů Nedokončená kronika, Generáli, pro televizi s Kudelkou dlouhometrážní film Čas, ktorý sme žili, Osudné dni (filmy se ztratily), externí pedagog Dokumentárního filmu na VŠMU, ocenění v Lipsku, Oberhausenu a Karlových Varech
- 1971 – obvinění z kontrarevoluční tvorby, pravicového oportunismu a nekritického vztahu k mladým tvůrcům. 16 filmů z krátkometrážní produkce do umístěno do trezoru na 19 let, vyloučení z KSČ, po půl roce přesunutí na post dramaturga kresleného filmu
- 1972-1975 – Animovaný film, rozšíření produkce, spolupráce s KF Praha, pokus o vlastní tvorbu, začátek spolupráce s amatéry, publikace Animovaný film v amatérskej praxi (Osvětový ústav v Bratislavě), začátek víceletého členství v organizačním štábu a porotě ARSFILM Kroměříž.
- 1976-1979 – inicioval vznik prvního celovečerního filmu Zbojník Jurko, iniciování vzniku loutkového filmu na Slovensku, začátek víceletého členství v porotě Festivalu pro děti a mládež ve Zlíně
- 1980 – kniha Animovaný film (nakladatelství Osveta Martin), první vydání, externí přednášky na VŠMU na téma zábavná publicistika, do roku 1984
- 1982 – v dokumentárních filmech první práce na objednávku, např. filmy 90 listov, Husiti na Slovensku, podněty ke vzniku mezinárodní přehlídky anim. filmu BIB (články, sborníky, propagační materiály)
- 1984 – ve Slovenské televizi spolupráce na relaci Ľudia a dejiny až do jejího zrušení, obnovena v roce 1988, režie koprodukčního (Bulharsko) animovaného filmu Prvá trieda, kniha Animovaný film (Osveta Martin), druhé vydání, náklad 6000 kusů
- 1985 – výstavy slovenského animovaného filmu v Praze, Brně, Bratislavě, Martině, Popradu, Varně, Odense, Mnichově, Kodani, přednášky Animovaný film na VŠMU Bratislava, 1. mezinárodní přehlídka Bienále animácie Bratislava, dvouleté pedagogické působení na VŠVU, předmět „Vývoj a rozbory animovaných filmů“
- 1987 – dokončení televizních večerníčků Rozprávky z belasej maringotky a Dada a Dodo, referát o Jiřím Trnkovi na mezinárodním sympoziu BAB, rozhovor o vlastní tvorbě pro Nové slovo 17. 9. 1987
- 1988 – autor hesel do Encyklopédie dramatických umení Slovenska, spolupráce s televizí na obnovené relaci Ľudia a dejiny
- 1989 – publikace Kapitoly z teórie animovaného filmu (Kapitoly z teorie animovaného filmu, Osvětový ústav Bratislava)
- 1990 – rozvázání pracovního vztahu se studiem Koliba, interní pedagog na VŠMU, polské vydání pohádek Zvieratá v hore (Slovart)
- 1992 – habilitace na docenta Filmové a televizní fakulty VŠMU, vedoucí katedry
- 1994-1995 – TV dokumenty: Boháči z Biskupíc - Žalm o spravodlivých, publikace Slovenský animovaný film (s M. Veselým), skripta Dejiny animovaného filmu I (s M. Benešovou)
- 1996 – referát o tvorbě L. Kudelka na Mezinárodním sympoziu o slovenské kinematografii v Banské Bystrici, televizní dokumentární filmy v cyklu Historická panoráma: Generáli Čatloš a Malár
- 1998 – statě o animovaném filmu v Dejinách slovenskej kinematografie (Osveta Martin), publikace Traja veteráni za kamerou (Kudelka, Kubenka, Kubal, NKC Bratislava), první absolventi animované tvorby v Bratislavě, scénář a režie 20 dokumentárních portrétů pro Ministerstvo školství (Salvo film)
- 1999 – prémie Litfondu za film Traja veteráni za kamerou (Igric 98), obhajoba disertační práce, získání umělecko-akademického titulu ArtD., Druhý díl Dejiny animovaného filmu - svetový výber (VŠMU Bbratislava), moderátor na Mezinárodní tvůrčí dílně o animaci na festivalu Cena Dunaje, TV dokument Fragmenty zo Slovenského štátu - Viest a Golian (společně s Kamenickým), podle Encyklopedie DIDEROT: Urc: zakladatelská osobnost slovenského animovaného filmu
- 2000 – začátek výuky Dějin a ateliéru animace na univerzitě T. Bati ve Zlíně jako vedoucí ateliéru, člen mezinárodní poroty pro animované filmy MFF pro děti a mládež Zlín, TV dokument: Svedectvo o dr. Husákovi
- 2001 – vedoucí disertačních prací na FTF VŠMU: Trančík, Jurišič, Slivka, 26. dubna jmenován prezidentem Rudolfem Schusterem vysokoškolským profesorem, studie o filmu Zbojník Jurko (Slovenské divadlo 1-2/2001), TV dokumenty: Senior Ľudovít Šenšel - V osídlach moci (Gottwald a Slovensko), redaktor a moderátor: Tvorivé dielne AF 2001(Sorosova nadace), příspěvek do publikace Martin Hollý (SFÚ 2001)
- 2002 – redaktor a autor publikace Stretnutie generácií slovenského animovaného filmu (Artinfilm), recenze knihy V. Macka o Štefanu Uherovi (Slovenské divadlo 3/2002), ukončené 3 části z TV cyklu Čarovný svet animovaného filmu (ALEF)
- 2003 – na ARTFILMu Trenčianske Teplice předával cenu za animovaný film bývalé studentce Kataríně Kerekešové; BAB: moderátor seminářů s Břetislavem Pojarem a P. Dumalem a o díle V. Kubala, dokument STV: Ján Lichner, film Človek z Málinca je zařazen do seznamu reprezentačních děl UNESCO
- 2004 – publikace Galéria osobností /portréty svetových osobností animácie (Bibiana), smuteční projev nad rakví Martina Hollého, přednáška o českých výtvarnících ve slovenském animovaném filmu v kině Ponrepo Praha, přednáška o díle F. Backa na přehlídce animovaného filmu na Univerzitě Palackého v Olomouci
- 2005 – studie Syntagma ruchu a hudby v diele V. Kubala ve sborníku Ústavu hudební vědy SAV, předseda poroty Igric 2005, proslov pro bonus DVD

Zbojník Jurko a Krvavá pani, přednáška o slovenských výtvarnících v českém animovaném filmu v kině Ponrepo Praha, rešerše Týdnů ve filmu 1945-46 pro SFU, dramaturgie loutkového filmu Ekomorfóza (Jurišič)
- 2006 – úvod k Přehlídce studentských filmů, Nitrianska galéria, předmluva před kolekcí Kubalových filmů – Slovenský inštitút v Budapešti, recenze knihy P. Branka Ztraty a nálezy, PRAVDA, rešerše Týden ve filmu 1947-48 pro SFU
- 2007 – člen poroty mezinárodního festivalu animovaných filmů AniFest Třeboň 2007, slavnostní premiéra filmu Martin Slivka - muž, ktorý sadil stromy (spoluautor scénáře), prémie Liftfondu za publikaci Galéria osobností - s G. Gavalčinovou (Igric 2007)
- 2008 – nominace na cenu Slnko v sieti za scénář filmu Martin Slivka - muž, ktorý sadil stromy (společně s I. Mayerovou), přednáška na mezinárodním semináři Cinéma et Politique, Goethův institut v Paříži, projev před uvedením kolekce slovenských animovaných filmů na VGIK a v Slovenském institutu v Moskva, Ottova encyklopedie Slovenska: heslo R. Urc, příspěvky do katalogu a vedení seminářů na IX. BAB 2008, rešerše Týden ve filmu 1949-1952 pro SFU, STV dlouhometrážní dokument Muži roku 38 (scénář, režie), Čestná medaile A. Brunovského za významný přínos v oblasti animovaného filmu BAB 2008
- 2009 – scénář a režie dokumentárního filmu Jozef Jablonický, Gen.sk (Trigon-STV); rozloučení nad rakví Štěpána Kamenického, konzervace – dokončení animovaného filmu z roku 1950 (spolu s J. Růžičkou), Ostáva človek - Martin Slivka, spoluautor knihy, prezentace v Trenčianských Teplicích a Uherském Hradišti, rešerše Týden ve filmu 1953, 1954, 1955 pro SFU, dramaturgie dlouhometrážního koprodukčního animovaného filmu Na povale alebo kto má dnes narodeniny? (Česko, Slovensko, Japonsko), premiéra 3. září 2009, cena rektora VŠMU O. Šulaje „za zásluhy o umeleckú úroveň školy/ 60. výročie VŠMU“.